# 阮廷瑜
阮廷瑜（1928年—2012年），名聖謨，號廷俞，因畢業證書誤俞為瑜，遂稱廷瑜。浙江省溫嶺縣人。1946年來台，就讀台灣省立師範學院（師大前身）國文系，1950年畢業，歷任中學教員、大學教授，迄1998年於輔仁大學退休。由國立編譯館中華叢書委員會出版及主編之專著，有《高常侍詩校注》《訂正再版高常侍詩校注》《岑嘉州詩校注》《李白詩論》《陶淵明詩論暨有關資料分輯》（以上由國立編譯館印行），《錢起詩集校注》（國立編譯館主編，新文豐出版股份有限公司印行）《韋蘇州詩校注》（國立編譯館主編，華泰文化事業股份有限公司印行）《戴君仁靜山先生年譜及學術思想之流變》（國立編譯館主編、出版，鼎文書局總經銷）。審訂羅聯添教授主編《韓愈古文校注彙輯》（國立編譯館出版，鼎文書局總經銷）。單篇論文多散見於教育部「學術季刊」、「大陸雜誌」、「書目季刊」、「中央圖書館館刊」、「國立編譯館館刊」。
國立臺灣師範大學國文系王基倫教授於唐代學會網站之《韓愈古文校注彙輯》評介提到，羅聯添主編的《韓愈古文校注彙輯》一書於2003年6月出版問世。該書由羅教授邀集多位學者專家撰稿，由阮廷瑜教授審訂。
蔚華萍、韓國春於《山東文學》2007年第5期《各呈異彩的詩歌校注——評陶敏、王友勝〈韋應物集校注〉及阮廷瑜〈韋蘇州詩集校注〉》。文中曰校注本是不易，尤其是韋應物詩沒有系統的校注本可參考，正如阮廷瑜序中所言:「夫校詩尚可勤力以補才識之有限，注詩則不然，因詩人本乎情性，都是有所感有所得而賦，特別是蘇州，古體之沖淡，長篇之舂容，八句之森嚴，絕句之簡潔。」